# Orgilus meyeri
Orgilus meyeri är en stekelart som beskrevs av Telenga 1933. Orgilus meyeri ingår i släktet Orgilus och familjen bracksteklar. Inga underarter finns listade i Catalogue of Life.